# Tribanj
Tribanj (italsky Tribagno) je vesnice a přímořské letovisko v Chorvatsku v Zadarské župě, spadající pod opčinu Starigrad. Nachází se asi 10 km severozápadně od Starigradu a asi 21 km jihozápadně od Gospiće. V roce 2011 zde trvale žilo 267 obyvatel. Celkem se Tribanj skládá z celkem 16 malých vesnic, z nichž největší je Tribanj Kruščica. Sedm z těchto vesnic pak leží u moře. Tribanj je také nejsevernější přímořskou vesnicí Zadarské župy, která neleží na ostrově.
Východně od Tribanje se rozprostírá pohoří Velebit a hora Stapina, vysoká 1 125 m n. m. Sousedními vesnicemi jsou Barić Draga a Starigrad.